# THE 野党
THE 野党（ザ・やとう）は新藤晴一（ポルノグラフィティ）とSHOCK EYE（湘南乃風）、サウンドクリエーター篤志の3人からなる音楽プロジェクト（音楽グループ）である。所属レコード会社はエスエムイーレコーズ（レーベルはSME Records）。

## 概要
新藤とSHOCK EYEは、テレビ朝日系『ミュージックステーションスーパーライブ』（2008年12月26日）打ち上げ会場の喫煙所で、ゴルフの話などで意気投合、その後交遊を重ねて2009年暮れの忘年会の席で「何かやろう」と約束。その時期、ポルノグラフィティの8thアルバム『∠TRIGGER』の製作中であった新藤は、収録曲「ネガポジ」の制作の際にアレンジを担当した篤志を誘い、2010年の初め頃に下北沢の焼き肉屋にて3人初めての顔合わせをした。
その後すぐに新藤のプライベートスタジオ「アトリエ」に集まった3人はセッションを始め、ものの数時間で「WHO AM I ?」を完成させた。この曲の完成に可能性を感じた3人はTHE 野党を結成。それぞれの活動の合間を縫いながら制作を続け、2011年2月9日にアルバム『8:10 PM』でデビューを果たす。

### ユニット名
『THE 野党』という名前は与党（本業）であるポルノグラフィティ、湘南乃風、アレンジャーというそれぞれの活動を大事にしつつ、自由な発想で何にも縛られず楽しく音楽活動をしていきたいという意味が込められており、党首である新藤が考えた。

## 制作活動
作詞、歌メロは主にボーカルであるSHOCK EYEが担当している。新藤が作詞を手がけたものはアルバム『8:10 PM』では「Download Her」「Freddy」「罠Hotel」がある。ただし、どの作業についても基本的にメンバー全員が関わっていることから、作詞・作曲・編曲の名義はすべてTHE 野党となっている。
主な制作方法としてはまず種となるギターリフを新藤が録音し、それにトラックメイカーである篤志が二人の意見をもとに音を足していき、同時進行でSHOCK EYEが歌、歌詞を乗せていく。その際の篤志の作業スピードとセンスの良さにほか二人は絶大な信頼をよせている。
「野党」を「810」と掛けて、リリースやイベント、発表が行われることが多い。

## メンバー
| 人名                           | 演奏担当                                               | 制作                     | その他情報                                                                 |
| ------------------------------ | ------------------------------------------------------ | ------------------------ | -------------------------------------------------------------------------- |
| SHOCK EYE （ショックアイ）     | ボーカル ギター                                        | 作詞 作曲                | - 1976年12月14日生 - 134 Recordings / テレビ朝日ミュージック所属           |
| 新藤晴一 （しんどう はるいち） | ギター ボーカル コーラス                               | 作詞 作曲                | - THE野党党首（リーダー） - 1974年9月20日生 - SME Records / アミューズ所属 |
| 篤志 （あつし）                | ギター キーボード マニピュレーション ドラムス コーラス | 作曲 編曲 プログラミング | - DESSE communications所属                                                 |

## ディスコグラフィー

### 配信シングル
|     | リリース日    | タイトル     | 備考                      |
| --- | ------------- | ------------ | ------------------------- |
| 1st | 2017年3月10日 | 777          | 『第1弾楽曲選挙』当選楽曲 |
| 2nd | 2017年6月9日  | GIANT        | 『第2弾楽曲選挙』当選楽曲 |
| 3rd | 2017年8月11日 | ユメ子ちゃん | 『第3弾楽曲選挙』当選楽曲 |

## ミュージックビデオ
| 監督          | 曲名                   |
| Daichi Yasuda | 「WHO AM I ?」         |
| 不明          | 「B.B.」「Golden Hen」 |

## タイアップ
| 曲名 | タイアップ                                  |
| ---- | ------------------------------------------- |
| B.B. | NTV系アニメ「宇宙兄弟」オープニング・テーマ |

## 主催ライヴ・コンサート一覧
THE野党のライブには『遊説』『THE野党の野会』と呼ばれる2つのプロジェクトがある。前者は日本全国を回るツアーであり、後者は「フットワーク軽く」をモットーにメンバーのみで出せる音を追求する単発ライブである。

### THE野党の野会
メンバーのライブ熱が高まった時に開催が決定するため開催は不定期。

### 出演イベント
- 2011年01月29日 - au by KDDI presents　オンタマカーニバル2011（オープニングアクト）
- 2011年09月28日 - FLOW THE PARTY 2011
- 2012年04月20日 - Ray-Van
- 2014年08月31日 - FREEDOM aozora 2014 淡路島
- 2017年04月22日 - 『STAR★ROCK fes 2017』 （SpecialGuestとして参加。3曲披露。）[3]

## 出演番組
- オンタマ（2011年2月7日〜2月11日　テレビ朝日）
- ミュージックステーション（2011年2月4日　テレビ朝日）
- Musicる TV（2011年4月30日　テレビ朝日）
- 魁!音楽番付EIGHT（2014年5月21日　フジテレビ）
- ミュージックドラゴン（2014年5月30日　日本テレビ）